# Mathew D. Rose
Mathew D. Rose (* 1954 in New York City) ist ein Journalist in Deutschland.
Rose studierte im kalifornischen Berkeley moderne Geschichte und in London Opernregie. Er arbeitet heute als investigativer Journalist und konzentriert sich seit Mitte der 1990er Jahre besonders auf die Aufdeckung von Korruption und Vetternwirtschaft in Berlin, den sogenannten „Berliner Filz“.
Rose tritt in Diskussionsveranstaltungen auf und hat in den Zeitschriften Spiegel, Handelsblatt, manager magazin und verschiedenen Tageszeitungen veröffentlicht. Er hat mehrere Bücher geschrieben.

## Ehrungen
- Rose war an der Untersuchung des Berliner Bankenskandals beteiligt und erhielt 2002 (gemeinsam mit Ursel Sieber) den 3. Preis beim Helmut-Schmidt-Journalistenpreis für den Kontraste-Beitrag Pleiten ohne Ende – Die Bankgesellschaft Berlin.

## Veröffentlichungen
- Berlin, Hauptstadt von Filz und Korruption, Droemer Knaur, München 1997 (als Taschenbuchausgabe München 1998), ISBN 3-426-77367-8
- Eine ehrenwerte Gesellschaft. Die Berliner Bankgesellschaft, Transit Buchverlag, Berlin 2003, ISBN 3-88747-179-2
- Warten auf die Sintflut. Über Cliquenwirtschaft, Selbstbedienung und die wuchernden Schulden der Öffentlichen Hand – unter besonderer Berücksichtigung unserer Hauptstadt, Transit Buchverlag, Berlin 2004, ISBN 3-88747-196-2
- Korrupt?: Wie unsere Politiker und Parteien sich bereichern – und uns verkaufen, Heyne Verlag, München 2011, ISBN 978-3-453-18614-9